# Delta Kappa Epsilon
Delta Kappa Epsilon (ΔΚΕ; anche D-K-E o pronunciato "Dik", i membri sono anche chiamati "Dekes") è una confraternita "segreta" per giovani studenti maschi negli Stati Uniti.

## Storia
La confraternita fu fondata il 22 giugno 1844 presso l'Università di Yale da 15 studenti, poiché parzialmente non accettati nelle unioni studentesche esistenti (ad esempio Alpha Delta Phi e Psi Upsilon (Dartmouth College Greek organizations)).
Tre anni dopo il suo inizio, i capitoli furono formati a Bowdoin, Princeton, Colby e Amherst College. Oggi Delta Kappa Epsilon ha 64 filiali e oltre 85.000 membri ed ex studenti negli Stati Uniti.

## Membri conosciuti

### Presidenti e Capi di Stato
- Mario García Menocal, presidente di Cuba
- George H. W. Bush, presidente degli Stati Uniti d'America
- George W. Bush, presidente degli Stati Uniti d'America
- Donald G. Fisher, imprenditore (Gap)
- Gerald R. Ford, presidente degli Stati Uniti d'America
- Rutherford B. Hayes, presidente degli Stati Uniti d'America
- Robert Todd Lincoln, figlio di Abraham Lincoln e Segretario alla Guerra degli Stati Uniti d'America
- Theodore Roosevelt, presidente degli Stati Uniti d'America
- Yuan Shikai, primo ministro dell'Impero Cinese

### Ambasciatori
- Larz Anderson, ambasciatore degli Stati Uniti in Giappone e Belgio
- Robert Bacon, Segretario di Stato degli Stati Uniti
- Donald Ensenat, ambasciatore, capo del protocollo
- Donald S. MacDonald, ministro delle finanze canadese, ambasciatore nel Regno Unito
- Clark T. Randt, ambasciatore degli Stati Uniti in Cina
- Yung Wing, ambasciatore cinese negli Stati Uniti
- Michael M. Wood, ambasciatore degli Stati Uniti in Svezia
- John Hay Whitney, ambasciatore degli Stati Uniti nel Regno Unito

### Fondatori e amministratori di società
- John F. Akers, presidente di IBM
- Frank Batten, fondatore di The Weather Channel
- Edward Bausch, presidente di Bausch & Lomb
- Alfred R. Berkeley III, presidente del NASDAQ
- Lawrence Bossidy, presidente di Honeywell
- Charles Sterling Bunnell, presidente di Citibank
- James Boorman Colgate, fondatore e presidente di Colgate-Palmolive
- Donald Fisher, fondatore e presidente di Gap
- James Gamble, fondatore e presidente di Procter & Gamble
- Howard Heinz, presidente di Heinz
- Walter Hoving, Presidente di Tiffany & Co.
- Herb Kelleher, fondatore e presidente di Southwest Airlines
- Robert Lehman, fondatore e presidente di Lehman Brothers
- Bradley Palmer, fondatore di Gillette e United Fruit Company
- John Pierpont Morgan, presidente di JPMorgan Chase
- Barry W. Ridings, Direttore di Lazard
- Frederick W. Smith, fondatore e presidente di FedEx
- Joseph Wilson, fondatore e presidente di Xerox
- William Wrigley III, presidente della Wrigley Company

### Musicisti
- Charles Ives

## Militari
- Richard Eugene Fleming